# Доназак (Тарн)
Доназак (фр. Donnazac) насеље је и општина у јужној Француској у региону Миди Пирене, у департману Тарн која припада префектури Алби.
По подацима из 2011. године у општини је живело 82 становника, а густина насељености је износила 17,3 становника/km². Општина се простире на површини од 4,74 km². Налази се на средњој надморској висини од 292 метара (максималној 301 m, а минималној 244 m).

## Демографија
| 1962. | 1968. | 1975. | 1982. | 1990. | 1999. | 2011. |
| ----- | ----- | ----- | ----- | ----- | ----- | ----- |
| 69    | 84    | 71    | 50    | 62    | 85    | 82    |

График промене броја становника у току последњих година